# Adobe Dimensions
Adobe Dimensions（アドビ ディメンジョンズ）は、アドビが開発したPostScript言語ファイルを出力するための3DCGソフトウェア。
バージョン2.0JはAdobe Illustrator5.5Jに同梱されており、Power Macintosh版が提供されていた。
日本では、1997年4月15日に発表されたバーション3.0Jで初めてPower MacintoshとWindows NTの両プラットフォームでの使用を可能にしたが、このバージョンを最後に、日本では2004年7月15日に販売を終了した。Adobeは、これ以降3DCGソフトウェアを発売しないかのように見えたが2017年にAdobe Dimension CC を発売した。